# Oreomela montivaga
Oreomela montivaga là một loài bọ cánh cứng trong họ Chrysomelidae. Loài này được Lopatin miêu tả khoa học năm 1987.